# Новые приключения великолепной пятёрки
Новые приключения великолепной пятёрки (опубликована в 1943 году) — вторая книга из серии Великолепная пятерка британской писательницы Энид Блайтон.

## Сюжет
Мать Джулиана, Дика и Энн больна скарлатиной, поэтому они, Джордж и Тимми возвращаются в коттедж Киррин на рождественские каникулы. Дядя Квентин, который работает над секретной теорией в своем кабинете, делает перерыв, чтобы нанять репетитора, мистера Роланда, чтобы помочь Джулиану и Дику наверстать упущенное во время болезни. Джордж также обязана посещать уроки, так как она только что провела свой первый семестр в школе-интернате Гейландс и отстает от своего возраста. За день до начала занятий дети посещают старый дом на ферме Киррин, которой управляют мистер и миссис Сандерс. Миссис Сандерс сообщает детям, что два художника из Лондона забронировали трехнедельное пребывание в доме. Дети исследуют какую-то старую секретную дыру в доме, они также находят шкаф с фальшивой спинкой. Обыскивая полость в стене, Дик находит старую книгу рецептов лечения и льняную карту с латинскими словами. Дети относят карту обратно в коттедж Киррин, где Джулиан догадывается, что она показывает «секретный путь», но он не может расшифровать другие слова. К большому огорчению Джорджа, Джулиан позже показывает карту мистеру Роланду, спрашивая его, что означают эти слова. Он подтверждает, что речь идет о «секретном пути», а также о комнате с восточной стороны с восемью деревянными панелями. Позже Тимми выгоняют на улицу в его конуру за нападение на мистера Роланда. Затем у дяди Квентина крадут секретные документы. Джордж подозревает мистера Роланда, но не может сразу убедить остальных. Позже дети обнаруживают «секретный путь» (который все-таки был в лаборатории дяди Квентина), который ведет в комнату двух художников на ферме Киррин, и Джордж по ошибке обнаруживает украденные бумаги, и они пытаются сбежать через секретный путь, но воры почти убегают от них, но отступают, когда Джордж угрожает спустить на них Тимми. Пятеро также обнаруживают, что за ними стоит мистер Роланд, и заключают мистера Роланда и двух художников за комнату, пока не прибудет полиция и не арестует их.

## Персонажи
- Дядя Квентин (ученый, отец Джорджа)
- Тетя Фанни (жена Квентина, мать Джорджа)
- Джорджина (Джордж)
- Джулиан
- Дик
- Энн
- Тимоти (собака)
- Мистер Роланд (репетитор)
- Мистер и миссис Сандерс
- Мистер Уилтон
- Мистер Томас
- Джоанна